# گلشن ابرار
گلشن ابرار مجموعه‌ای متنوع و مفصل به زبان فارسی در زمینه شرح‌حال‌نویسی و زندگی‌نامه مشاهیر و دانشمندان شیعه است که توسط پژوهشکده باقرالعلوم علیه السلام تولید می‌شود.

## متولی طرح
این طرح عظیم رجالی که به ده‌ها جلد خواهد رسید توسط پژوهشکده علمی-کاربردی باقرالعلوم قم  وابسته به سازمان تبلیغات اسلامی پشتیبانی علمی و مالی می‌شود که تا انتهای سال ۱۳۹۷ به تعداد ۳۲ جلد از این مجموعه به نگارش درآمده و ۱۸ جلد از آن چاپ شده‌است. رئیس این پژوهشکده از سال ۱۳۸۲ تا ۱۳۹۷ دکتر حسین قشقایی بوده‌است.

## معرفی
مجموعهٔ «گلشن ابرار» مجموعه شرح حال نگاری بسیار مفصلی دربارهٔ شرح حال علمای شیعه است که به صورت مبسوط و به زبان فارسی به بیان شرح حال علماو بزرگان و مشاهیر عالَم تشیع می‌پردازد. این مجموعه به ده‌ها جلد خواهد رسید. جلد یازدهم تا سیزدهم این مجموعه در دی ماه ۱۳۹۵ رونمایی شد. تا زمستان سال ۱۳۹۷ مجموعاً ۳۲ جلد از این طرح عظیم شرح حال نویسی، نگاشته شده و جلد ۱۴ تا ۱۷ این مجموعه که شامل زندگی‌نامه ۲۰۰ دانشمند شیعه از قرن ۴ هجری تا قرن ۱۵ بود با حضور آیت الله جعفر سبحانی در قم در اسفند ۱۳۹۷ رونمایی شد.

## ترجمه به زبان‌های دیگر
سه جلد از این مجموعه به نام ریاض الابرار نیز به عربی ترجمه شده و در مرحله چاپ قرار دارد و در آینده این اثر به زبان انگلیسی نیز ترجمه خواهد شد.

## بخش‌ها و طرح‌ها
گروه گلشن ابرار دارای مجموعه‌های زیر است:

### شورای علمی
شیوه تصویب اسم شخصیت‌های این مجموعه به این صورت است که ابتدا از سوی نویسندگان سرشناس گروه یا اساتید عضو شورای علمی، شخصیت‌های علمی برجسته جهان تشیع اعم از مشهور و گمنام به جلسه شورای علمی گروه پیشنهاد گشته و پس از بحث و بررسی اعضا اسامی مصوب جهت تألیف شرح حال به نویسندگان واگذار می‌شود. اسامی ۷ عضو این شورا عبارتند از: محمود مهدی پور، ناصر باقری بیدهندی، ناصرالدین انصاری قمی، عبدالرحیم اباذری، محمد جعفر طبسی، عبدالصمد جودتی استیار و محمد علی نجفی کرمانشاهی.

### نویسندگان
نویسندگان مقالات این مجموعه بیش از دویست نفر بوده‌اند و متولی نشر آن پژوهشکده باقرالعلوم وابسته به سازمان تبلیغات اسلامی می‌باشد. از نویسندگان بنام این موسوعه می‌توان به غلامرضا گلی زواره، محمد تقی ادهم نژاد، ابوالحسن ربانی، محمد الوانساز، علی صدرائی خویی، احسان فتاحی، عبدالصمد جودتی، علی کرجی، محسن دریابیگی، محمد علی نجفی، عبدالرحیم اباذری، ناصر باقری بیدهندی، ناصر الدین انصاری قمی، محمود مهدی پور، محمد جعفر طبسی، جواد حاجی پور، اسماعیل محمدی، مجید رجبی، وحیده مقدم، سمیه سجادی، زینب مهاجری، زهرا مقدسی و… اشاره کرد. مجموع نویسندگان مجلدات اول تا هجدهم گلشن ابرار (مشتمل بر ۹۲۰ مقاله) بالغ بر یکصد و چهل نفر می‌باشد. مدیر فعلی این مجموعه عبدالصمد جودتی است. معمولاً در هر مجلد از این مجموعه شرح حال ۵۰ تن از مفاخر تشیع نوشته شده و حجم هر مجلد بین ۶۰۰ تا ۸۰۰ صفحه است.

### مجمع اهل قلم
این مجمع به نشستی گفته می‌شود که در آن مؤلفین مقاله‌ها در مقام ارائه و دفاع از نوشته‌های خود به خواندن مقالات پرداخته و از سوی اساتید ناظر و ارزیاب جلسه سطر به سطر مقالات نقادی شده و اشکالات محتوایی و شکلی مقاله‌ها برای اصلاح به نویسنده گوشزد شده تا پس از اصلاح مقالات در نوبت ویراستاری و چاپ قرار گیرد. اعضای اصلی این مجمع علاوه بر نویسندگان مقالات عبارتند از محمد جعفر طبسی، دکتر عظیم عابدینی، ناصر باقری بیدهندی، محمد علی نجفی و عبدالصمد جودتی.

## نقد گلشن ابرار
اشکالاتی پیرامون شخصیت‌های مطرح شده در مجلدات گلشن ابرار وجود دارد. از طرفی ترتیب معینی درآوردن افراد وجود ندارد که البته این اشکال ظاهراً به علت استمرار پژوهش این مجموعه است. مشکل بعدی در رابطه با آوردن شرح حال برخی افرادی است که در حد علمای طراز اول شیعه نیستند و طبیعی است اولویت با شرح حال صدها دانشمند برجسته و مرجع تقلیدی است که نیامده‌اند. از دیگر اشکالات مجموعه گلشن ابرار درج تصاویر غلط از عالمان است. همچنین صفحه آرایی مجموعه خالی از اشکال نیست. به علاوه حجم برخی شرح حال‌های -با اینکه محتوای بسیاری در رابطه با آن‌ها وجود دارد- اندک است و توازن در حجم تراجم مشاهده نمی‌گردد. خلط اسامی علمای هم نام با یکدیگر نیز در مجموعه مشاهده می‌گردد. وجود اشتباهات املایی متعدد و نیز اشتباه در ذکر اسامی از دیگر عیوب ظاهری گلشن ابرار است که در مجلدات اخیر کاهش یافته‌است.

## طرح‌های وابسته

### دیدار با ابرار
گلشن ابرار پس از توقف طرح دیدار با ابرار شروع شد و حتی دو مجلد اول گلشن ابرار در واقع خلاصه‌ای از ۱۱۰جلد مجموعه دیدار با ابرار است که هر جلد به یکی از شخصیت‌های بزرگ شیعه اختصاص دارد. سال ۱۳۷۰ هجری شمسی را می‌توان سال تولد اولین شماره از مجموعه «دیدار با ابرار» دانست. اهداف و انگیزه‌های نویسندگان این مجموعه و چگونگی پیدایش این آرمان در ذهن و در صحنه جامعه در مقدمه برخی از همین آثار آمده‌است. پاره‌ای از مجلدات این مجموعه تحت عنوان «لقاء مع الابرار» به عربی ترجمه شده‌است.

### دیار ابرار
چهل جلد کتاب در خصوص سابقهٔ تشیّع و اسلام پذیری هر شهر، راویان برخاسته از منطقه و پیوند تاریخی شهر با ائمه شیعه، و سخنان امام شیعه در خصوص شرها وامامزادگان و بزرگان مدفون در شهر می‌باشد

### دولت ابرار
دولت ابرار طرحی است در راستای شرح احوال دولت‌های شیعی طول تاریه همچون آل بویه، فاطمیان، حمدانیان، ایلخانیان، صفویان، علویان طبرستان، سربداران و… چند جلد از این مجموعه چاپ شده‌است از جمله جلد سوم با نام حمدانیان مدافعان قدس.

### بانوان قبیله ابرار
این مجموعه به شرح حال زنان صدر اسلام می‌پردازد. مجلد دوم طرح با نام اسماء بنت عمیس توسط عبدالرحیم اباذری نوشته شده‌است.

### گلشن بانوان
به موازات طرح گلشن ابرار، مجموعه گلشن بانوان نیز تدارک دیده شده که به شخصیت‌های مشهور از بانوان شیعه از قرن سوم تا عصر کنونی پرداخته و جلد اول و دوم از آن چاپ شده‌است. چنان‌که در اسفند سال ۱۳۹۷ جلد ۳ و ۴ گلشن ابرار بانوان نیز منتشر شد.

### گلشن ابرار شهیدان
علامه امینی کتابی با نام شهداء الفضیله نوشته بود که شرح حال حدود ۱۳۰ دانشمند و ادیب شیعه ایرانی و غیر ایرانی را گردآورده بود. مجموعه گلشن ابرار شهیدان به گونه ای تکمیل همان طرح علامه امینی ولی در قالبی منسجم تر و کامل تر است که بالغ بر ۶ تا ۸ جلد می‌شود و جلد نخست آن شامل شرح حال ۵۰ عالم شهید شیعه در اسفند سال ۱۳۹۷ در قم منتشر و رونمایی شد.

### گلشن بین‌الملل

#### جلد اول
این طرح با همکاری معاونت بین‌الملل حوزه علمیه قم و پژوهشکده باقرالعلوم تدارک دیده شده و جلد اول آن با نام «طلایه داران تبلیغ بین‌المللی تاریخ تشیع» نگاشته و در بهار سال ۱۳۹۴ چاپ شده‌است. مجلد اول به شرح حال و اقدامات ۳۳ دانشمند شیعی که دارای رویکردهای فرامذهبی و بین‌المللی هستند اختصاص یافته‌است. محمدعلی نجفی بیش از هفتاد درصد این مجلد را نگاشته‌است و میرزا علی سلیمانی، عظیم عابدینی، عبدالصمد جودتی و سید سجاد هاشمی به همراه آقایان صالحی زاده و علی امیرخانی از نویسندگان و دست‌اندرکاران تهیه این مجلد بوده‌اند. ناظر کیفی مجموعه محمد جعفر طبسی و نیز ارزیاب نهایی محمود مهدی پور است. آخوند خراسانی، آیت الله بروجردی، خواجه نصیرالدین طوسی، شرف الدین عاملی، احمد قمی، از نمونه دانشمندان یاد شده در این مجموعه هستند

#### جلد دوم
جلد دوم زندگی‌نامه و فعالیت‌های علمای شیعی دارای رویکرد بین‌الملل با نظارت و نگارش محمدعلی نجفی در سال ۱۳۹۳ش نوشته شده و در حال چاپ است. این طرح فقط در مجلد اول با بخش گلشن ابرار همراهی داشته و از مجلد دوم به صورت مجزا پیگیری شده‌است. جلد دوم مشتمل بر شرح حال ۲۰ نفر است: آیت الله کاشانی؛ مرتضی مطهری؛ سید مرتضی رضوی؛ سید مجتبی موسوی لاری؛ شیخ عبدالکریم حائری یزدی؛ سید محمدباقر صدر؛ نواب صفوی؛ یحیی نوری؛ محمد محققی لاهیجی؛ شیخ عبدالله مازندرانی؛ محمدمهدی شمس الدین؛ محمدعلی تسخیری؛ سید مرتضی عسکری؛ نورالله نجفی اصفهانی؛ سلطان‌الواعظین شیرازی؛ میر حامدحسین؛ محمدرضا مظفر، محمدباقر حکیم، میرزا خلیل کمره‌ای و عارف حسینی.

#### جلد سوم
معاونت بین‌الملل حوزه‌های علمیه توسط محمدعلی نجفی نوشته شده‌است. در جلد سوم شرح حال، افکار، آثار و اقدامات شخصیت‌هایی چون سید مرتضی، شهید ثانی، شیخ آقابزرگ تهرانی، شیخ طوسی، آیت الله میلانی، بی آزاد شیرازی و… آمده‌است.

### گلشن‌های استانی
مجموعه گلشن در کنار طرح‌های دیگر خود اقدام به تدوین برنامه نگارش گلشن‌های استانی نموده‌است. در حال حاضر فعلاً این مجموعه مختص مناطق ایران است

#### گلشن آذربایجان
این مجموعه مخصوص شرح حال سیصد نفر از علمای دیار آذربایجان شرقی، غربی و اردبیل است؛ مرحلهٔ اول این طرح در ۳ جلد در سال ۱۳۹۳ چاپ شده‌است. نویسندهٔ این اثر محمد الوانساز خویی است.

#### گلشن استان تهران
این طرح متکفل بیان شرح حال دانشمندان و علمای اهل تهران و ری است. شورای علمی این گلشن استانی عبارتند از: محمدجعفر طبسی، محمدباقر تحریری، ناصرالدین انصاری قمی، محمدعلی نجفی، عبدالصمد جودتی، عبدالحسین جواهرالکلام و عبدالرحیم اباذری. مرحله اول گلشن تهران به علما و فرهیختگان قرن ۱۴ و ۱۵ قمری پرداخته و مجری طرح محسن دریابیگی است.